# Fryken
Fryken is een merencomplex in Värmland, Zweden bestaande uit (noord-zuid weergegeven):

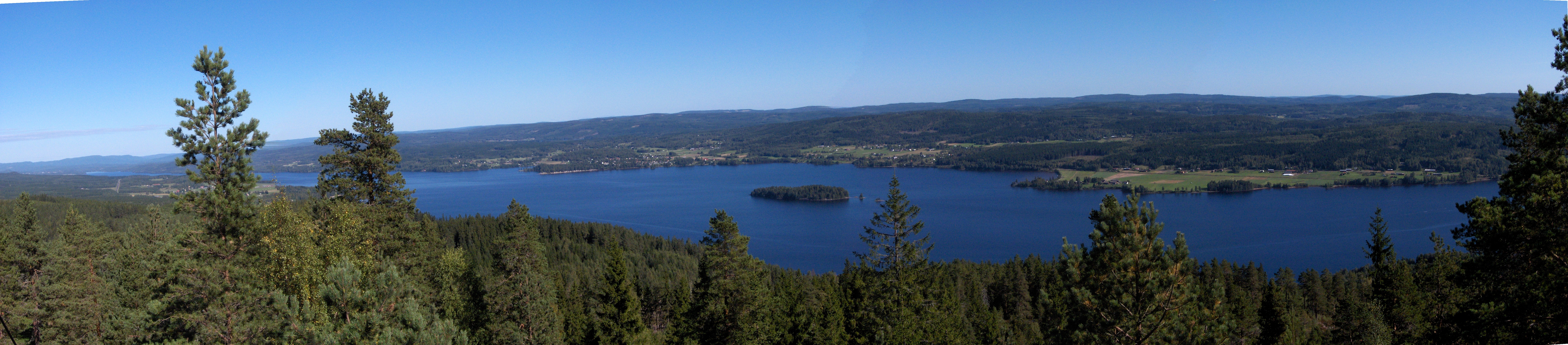
Panorama.

- Övre Fryken (bovenste meer)
- Mellanfryken (middelste meer)
- Nedre Fryken (onderste meer)